# Polystichum imbricans
Polystichum imbricans (englisch narrowleaf swordfern, imbricate sword fern) ist eine Farn-Art aus der Familie der Wurmfarngewächse.

## Verbreitung und Ökologie
Sie ist im Westen Nordamerikas von British Columbia bis ins südliche Kalifornien beheimatet, wo sie in felsigen Lebensräumen an der Küste sowie im Inland in Bergregionen und deren Ausläufern vorkommt.

## Beschreibung
Die Art hat mehrere aufrechte gerade oder lanzettförmige Wedel von 20 bis zu 80 Zentimetern Länge. Jeder Wedel ist einfach gefiedert und besitzt zahlreiche überlappende, gelegentlich verzwirbelte Fiedern von 2 bis 4 Zentimetern Länge. Die Fiedern haben einen gezähnten Rand.

## Systematik
Man kann zwei Unterarten unterscheiden:
- Polystichum imbricans subsp. imbricans: Sie kommt vom westlichen Kanada bis Kalifornien vor.[2]
- Polystichum imbricans subsp. curtum (Ewan) D.H.Wagner: Sie kommt nur in Kalifornien vor und gedeiht in Höhenlagen von 400 bis 1400 Metern Meereshöhe.[2]

Bei dieser Art treten zahlreiche Hybride auf, von denen manche fruchtbar sind und für eigenständige Arten gehalten werden, so wie Polystichum californicum, die Hybride mit Polystichum dudleyi.